# Maureillas (rivière)
Pour les articles homonymes, voir Maureillas (homonymie).
 (décembre 2016).
Le Maureillas est une rivière française du département Pyrénées-Orientales de la région Occitanie et un affluent du Tech.

## Géographie
D'une longueur de 16,1 kilomètres, le Maureillas prend sa source sur la commune de Maureillas-las-Illas à l'altitude 591 mètres, près du lieu-dit la Devesa.
Il coule globalement du sud-ouest vers le nord-est.
Il conflue sur la commune du Boulou, à l'altitude 83 mètres, à droite de l'autoroute française A9, à 1 km du péage.

## Communes et cantons traversés
Dans le seul département des Pyrénées-Orientales, le Maureillas traverse deux communes et un canton :
- dans le sens amont vers aval : Maureillas-las-Illas (source) Le Boulou (confluence).

Soit en termes de cantons, le Maureillas prend source et conflue dans le même canton de Céret.

## Affluents
Le Maureillas a deux affluents référencés :
- la rivière de las Illas (rx) 8,8 km, sur la seule commune de Maureillas-las-Illas.
- la rivière de Rome (rx) 14,4 km, sur les quatre communes de L'Albère, Les Cluses, Maureillas-las-Illas, et Le Perthus avec six affluents :
  - le correc del Salt de la Perdin (rd) sur la seule commune de L'Albère[3].
  - le correc dels Forquets,
  - le ruisseau du mas Barde (rd) 3,8 km sur les deux communes de L'Albère et Le Perthus.
  - la rivière de la Coume Bouquère, 6,6 km sur les deux communes de Les Cluses et Maureillas-las-Illas.
  - le correc del Clot de Lafont,
  - le correc d'en Barbe,

## Aménagements et écologie

Communes adhérant au Syndicat Intercommunal de Gestion et d'Aménagement du Tech.

La gestion et l'aménagement du Tech est géré depuis 1994 par le Syndicat Intercommunal de Gestion et d'Aménagement du Tech, une structure 
EPCI regroupant trente-cinq communes du bassin versant La vallée du Tech et son embouchure sont deux sites classés Natura 2000.